# Iszilkul
Iszilkul (oroszul: Исилькуль) város Oroszország ázsiai részén, Nyugat-Szibériában, az Omszki területen. Az Iszilkuli járás székhelye. 
Népessége: 24 482 fő (a 2010. évi népszámláláskor).
A Nyugat-szibériai-alföldhöz tartozó Isimi-síkságon, Omszk területi székhelytől 145 km-re nyugatra helyezkedik el, kb. 25 km-re Kazahsztán határától. Vasútállomás a transzszibériai vasútvonal Kurgan–Omszk közötti, Kazahsztánon át vezető szakaszán. A város mellett (északon) halad az R254-es főút (oroszul: ). 
Az Omszk felé vezető vasútvonal lefektetésekor, a vasútállomás építőinek kis településeként jött létre 1894-ben. A közeli Iszilkul-tóról nevezték el, jelentése kazah nyelven: 'kék tó'. 1924-ben lett járási székhely, 1945-ben kapott városi rangot.
A vasútállomás épülete eredetileg fából készült. A jelenlegi téglaépületet 1966-ban adták át, majd 2008-ban felújították. A város a vasútvonal két oldalán helyezkedik el, gazdaságának alapja napjainkban is a vasút.